# Newry (Irlanda)
Newry (An Iúraigh en gaèlic irlandès, Newrie en escocès de l'Ulster) és una ciutat d'Irlanda del Nord. Està situada al riu Clanrye, a 55 km de Belfast. Al voltant de la meitat de la ciutat (a l'oest) es troba a Comtat d'Armagh i l'altra meitat (a l'est) a Comtat de Down. El riu Clanrye, que travessa la ciutat, forma la frontera històrica entre el comtat d'Armagh i del comtat de Down. Té una població de 27.433 habitants segons el cens del 2001. Newry fou fundada el 1144 al costat d'un monestir i és una de les ciutats més antigues d'Irlanda del Nord. En març de 2002, com a part de les celebracions del jubileu d'or de l'reina Elisabet Newry va rebre l'estatut de "city" amb Lisburn.
La ciutat es troba en una vall, entre les muntanyes de Mourne a l'est i l'Anell de Gullion al sud-oest, tots dos dels quals són designats Àrees de Destacada Bellesa Natural. Les muntanyes de Cooley es troben al sud-est. El riu Clanrye passa pel centre de la ciutat, paral·lel al canal de Newry. La ciutat també es troba a l'extrem nord de Carlingford Lough, on el canal desemboca al mar a les Rescloses Victoria.

## Etimologia

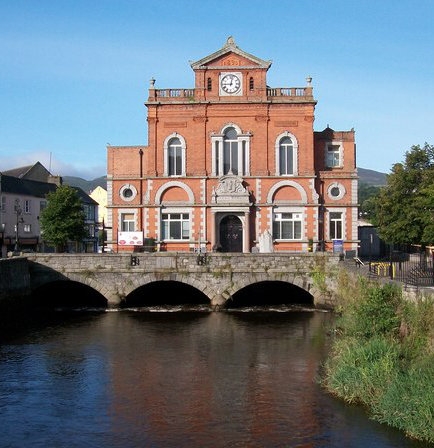
Ajuntament de Newry

El nom Newry deriva de l'anglicització d'An Iúraigh, una forma obliqua d'An Iúrach, que vol dir "l'arbreda de teix".
El nom en irlandès modern per a Newry és An tIúr (ən̠ʲ tʲuːɾˠ), que vol dir "l'arbre de teix". An tIúr és una abreviatura dIúr Cinn Trá, que significa "arbre de teix al cap del bri". Fa referència una història apòcrifa que afirma que Patrici d'Irlanda hi plantà un arbre de teix en el segle v.
El nom irlandès Cathair an Iúir (ciutat de Newry) apareix en alguns senyals de benvinguda bilingües.

## Demografia
Encara que oficialment és una city, és classificada com a large town pel Northern Ireland Statistics and Research Agency (NISRA)(població entre 18.000 i 75.000). Segons el cens de 2001 hi havia 27.433 persones vivint a Newry. Dels quals:
- 26,2% tenien menys de 16 anys i el 16,0% tenen més de 60
- 48,5% són homes i el 51,6% són dones;
- 89,6% són catòlics irlandesos i el 9,4% són protestants.[8]
- 5,5% de les persones entre 16–74 estaven a l'atur.[9]
- 99% són europeus.

## Townlands
Newry es troba entre les parròquies de Newry i Middle Killeavy. Les parròquies han estat dividides en townlands, els noms de les quals procedeixen del gaèlic irlandès. Aquesta és una llista de townlands a l'àrea urbana de Newry, amb les seves etimologies:
| Townland                                     | Origen (irlandès si no es diu)   | Traducció                          |
| -------------------------------------------- | -------------------------------- | ---------------------------------- |
| Altnaveigh Aghnaveigh (nom local alternatiu) | Alt na bhFiach Achadh na bhFiach | canyada dels corbs camp dels corbs |
| Ballinlare                                   | Baile na Ladhaire                | townland de la forca               |
| Carnagat                                     | Carn na gCat                     | cairn dels gats                    |
| Carnbane                                     | Carn Bán                         | cairn blanc                        |
| Derry Beg                                    | Doire Beag                       | petita roureda                     |
| Drumalane                                    | An Droim Leathan                 | cresta ampla                       |
| Lisdrumgullion                               | Lios Droim gCuilinn              | fort del turó de grèvol            |
| Lisdrumliska                                 | Lios Druim Loiscthe              | fort del turó cremat               |

| Townland       | Origen (irlandès si no s'indica) | Traducció                            |
| -------------- | -------------------------------- | ------------------------------------ |
| Ballynacraig   | Baile na gCreag                  | townland del crags                   |
| Ballinaire     | Baile an Iubhair                 | settlement of the yew tree           |
| Carneyhough    | origen incert                    |                                      |
| Cloghanramer   | Clochán Ramhar                   | estructura de pedra gruixuda/calçada |
| Commons        | nom anglès aparegut en 1810      |                                      |
| Creeve         | Craobh                           | arbre/arbust                         |
| Damolly        | probablement Damh Maoile         | casa del turó rodó                   |
| Drumcashellone | Droim Caisil Eoghain             | la cresta del cashel d'Eoghan        |
| Greenan        | Grianán                          | lloc eminent                         |

## Història

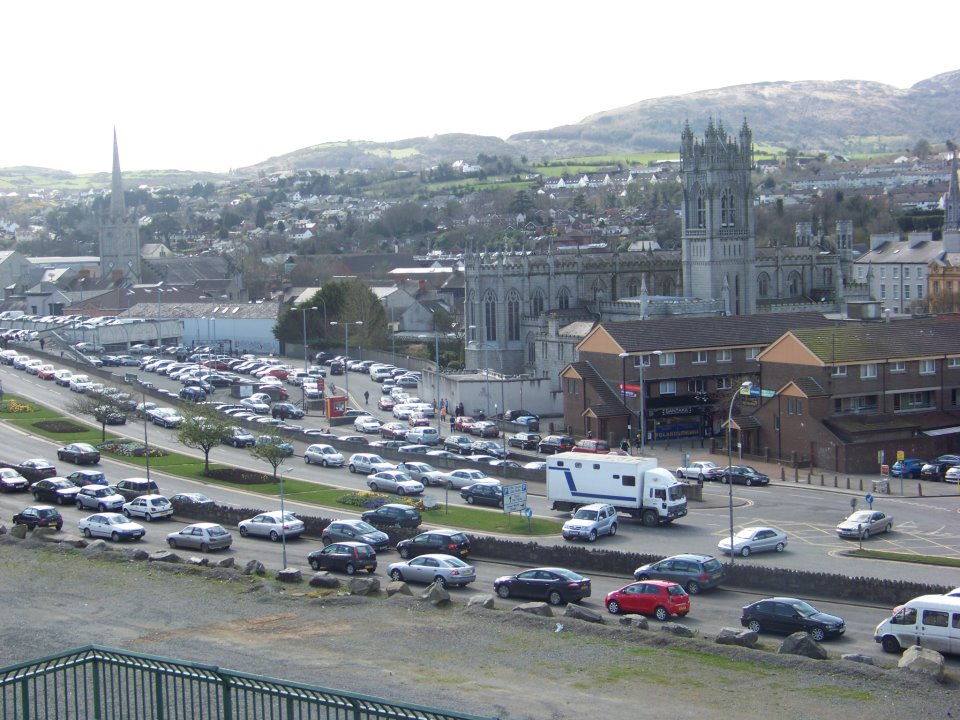
Vista del sud-oest de Newry, amb la catedral de Newry al centre

Hi ha proves que Newry estava poblada durant l'edat de bronze, les proves del qual es poden veure al Museu de l'Ulster. Cap al 820 els danesos van fer una de les seves primeres irrupcions a Newryabbey, d'on partiren cap a Armagh, assaltant, saquejant i desolant el país. Cap al 835 hi tornaren i saquejaren Newry altre cop, segons O'Halloarn.
La primera menció a la carta per a Newry fou el 1061. La petita ciutat medieval fou aixamplada en 1144 per Sant Malaquies amb la reconstrucció de la vella fundació de Sant Patrici. La ciutat va rebre la seva primera carta entre 1153 i 1160 pel Gran Rei Muirchertach Mac Lochlainn.
En 1162 el monestir va ser atacat i cremat per clans irlandesos. No hi ha evidència de com gran part de l'abadia va ser cremada en aquest atac, però no va ser destruït completament. John de Courcy garantí la seguretat de l'abadia després de construir diversos castells a la rodalia de Newry. L'embarcador es trobava al carrer Killmorey. L'abadia, descrita com una de les més riques d'Irlanda, es va convertir en una col·legiata en 1543, abans de ser lliurada a la corona en 1548.
En 1550 el mercenari anglès Nicholas Bagenal, va fugir a Irlanda després d'assassinar un home a Leek (Yorkshire), segons sembla amb l'ajuda dels seus dos germans. Després de servir als O'Neill algun temps va aconseguir un alt estatus, se li va concedir l'indult, i es va convertir en Mariscal de camp de l'exèrcit. Va obtenir un contracte d'arrendament de 21 anys en la propietat que va ser confiscada als cistercencs, durant la reforma. Bagenal restaurà el castell de Newry construït per de Courcy en 1198.
Durant la Guerra Guillemita a Irlanda les forces de Jaume II d'Anglaterra van calar foc a la ciutat en 1689 i va malmetre la vella abadia, que fou derruïda finalment en 1965. El 1881 la població de Newry arribà a 15.590 habitants. Newry destacà entre els anys 1920 i els anys 1960 per ser un dels pocs ajuntaments amb majoria de regidors nacionalista catòlica a Irlanda del Nord (els altres eren Strabane i alguns consells de districte rurals). Segons l'activista Michael Farrell la raó fou que com que el 80% de la població de la ciutat eren catòlics irlandesos fou impossible la pràctica del gerrymandering. També era una raresa que alhora fos controlat pel Partit Laborista Irlandès, i després per l'escissió esquerrana del Partit Laborista d'Irlanda del Nord.
Newry patí nombrosos incidents violents durant el conflicte d'Irlanda del Nord, amb bombes i cotxes bomba durant la dècada de 1990 i fins i tot en el 2000, sobretot a la zona fronterera de Killeen. En 2003 les torres de vigilància del turó foren abandonades, però l'Exèrcit Britànic no abandonà definitivament la zona fins al 25 de juny de 2007, quan tancà la seva última base a Bessbrook. Des d'aleshores no hi ha guarnicions miliars a la zona i l'exèrcit no hi té presència oficial des de la de l'Operació Banner.

## Administració
La seu del consell del Districte de Newry i Mourne és a Newry. La zona compta amb una majoria de la població nacionalista i el consell és dominat pel Sinn Féin i el SDLP, però hi ha tres regidors del Partit Unionista de l'Ulster i 1 del Partit Unionista Democràtic (DUP). L'ex membre de l'UUP Henry Reilly va ser reelegit en 2011 com a candidat de l'UKIP. Newry i Mourne havia de fusionar-se amb el Districte de Down en 2011 com a part de la reorganització del govern local a Irlanda del Nord, però aquests plans van ser arraconats.
A les eleccions locals d'Irlanda del Nord de 2011 els components del consell foren:
| Nom                 | Districte Electoral |  | Partit                             |
| ------------------- | ------------------- |  | ---------------------------------- |
| John Feehan         | Newry Town          |  | Social Democratic and Labour Party |
| John McArdle        | Newry Town          |  | Social Democratic and Labour Party |
| Charlie Casey       | Newry Town          |  | Sinn Féin                          |
| Brendan Curran      | Newry Town          |  | Sinn Féin                          |
| Valerie Harte       | Newry Town          |  | Sinn Féin                          |
| Davy Hyland         | Newry Town          |  | Independent                        |
| Jack Patterson      | Newry Town          |  | Independent                        |
| Mickey Ruane        | Crotlieve           |  | Sinn Féin                          |
| Mick Murphy         | Crotlieve           |  | Sinn Féin                          |
| Peter Kearney       | Crotlieve           |  | Sinn Féin                          |
| Connaire McGreevy   | Crotlieve           |  | Social Democratic and Labour Party |
| Michael Carr        | Crotlieve           |  | Social Democratic and Labour Party |
| Sean O’Hare         | Crotlieve           |  | Social Democratic and Labour Party |
| Declan McAtteer     | Crotlieve           |  | Social Democratic and Labour Party |
| John Feehan         | The Fews            |  | Social Democratic and Labour Party |
| Jimmy McCreesh      | The Fews            |  | Sinn Féin                          |
| Pat McGinn          | The Fews            |  | Sinn Féin                          |
| Turlough Murphy     | The Fews            |  | Sinn Féin                          |
| Andy Moffett        | The Fews            |  | Partit Unionista de l'Ulster       |
| David Taylor        | The Fews            |  | Partit Unionista de l'Ulster       |
| Colman Burns        | Slieve Gullion      |  | Sinn Féin                          |
| Anthony Flynn       | Slieve Gullion      |  | Sinn Féin                          |
| Packie McDonald     | Slieve Gullion      |  | Sinn Féin                          |
| Terry Hearty        | Slieve Gullion      |  | Sinn Féin                          |
| Geraldine Donnelly  | Slieve Gullion      |  | Social Democratic and Labour Party |
| Sean Doran          | The Mournes         |  | Sinn Féin                          |
| Sean Rodgers        | The Mournes         |  | Social Democratic and Labour Party |
| James William Burns | The Mournes         |  | Partit Unionista Democràtic        |
| Harold McKee        | The Mournes         |  | Partit Unionista de l'Ulster       |
| Henry Riely         | The Mournes         |  | UKIP                               |

## Persones il·lustres
- Pat Jennings, futbolista